# Moulins-en-Bessin
Moulins-en-Bessin es una comuna nueva francesa situada en el departamento de Calvados, de la región de Normandía.

## Historia
Fue creada el 1 de enero de 2017, en aplicación de una resolución del prefecto de Calvados de 8 de septiembre de 2016 con la unión de las comunas de Coulombs, Cully, Martragny y Rucqueville, pasando a estar el ayuntamiento en la antigua comuna de Martragny.

## Demografía
| Gráfica de evolución demográfica de Moulins-en-Bessin entre 1800 y 2014 |
|                                                                         |

Los datos entre 1800 y 2013 son el resultado de sumar los parciales de las cuatro comunas que forman la nueva comuna de Moulins-en-Bessin, cuyos datos se han cogido de 1800 a 1999, para las comunas de Coulombs, Cully, Martragny y Rucqueville de la página francesa EHESS/Cassini. Los demás datos se han cogido de la página del INSEE.

## Composición
| Comuna delegada | Código INSEE | Población (2013) | Superficie (km²) | Densidad (hab./km²) |
| --------------- | ------------ | ---------------- | ---------------- | ------------------- |
| Coulombs        | 14186        | 424              | 4.43             | 96                  |
| Cully           | 14212        | 194              | 6.55             | 30                  |
| Martragny       | 14406        | 376              | 3.69             | 102                 |
| Rucqueville     | 14528        | 143              | 2.63             | 54                  |